# Josef Keller (Richter)
Josef Keller (* 4. Dezember 1861 in Unna; † 26. September 1937 in Bad Iburg) war ein deutscher Reichsgerichtsrat.

## Leben
1882 wurde er auf den preußischen Landesherrn vereidigt. 1887 wurde er Assessor. 1892 kam er als Amtsrichter nach Siegen. Ab 1901 wurde er als Landrichter in Münster eingesetzt und dort 1902 zum Landgerichtsrat befördert. 1905 ernannte man ihn zum Oberlandesgerichtsrat in Hamm. 1910 wurde er als Hilfsrichter beim Reichsgericht im IV. Zivilsenat eingesetzt. Reichsgerichtsrat wurde er 1912. Verheiratet war er seit 1893 mit Maria Antonia Vagedes (1869–1921) aus Aschendorf. Der Münsteraner Bischof  Michael Keller war sein Sohn.

## Schriften
- Die Begriffe der Einrede im materiell-rechtlichen Sinne und die Einrede im prozessualen Sinne sowie ihr Verhältniß zueinander im heutigen Rechte: Zugleich eine Rechtfertigung der Einredentheorie des Entwurfes eines Bürgerlichen Gesetzbuchs für das deutsche Reich. Sächsisches Archiv für bürgerliches Recht und Prozeß, Band 2 (1892), S. 685.
- Verliert die Ausserkurssetzung von Sparkassenbüchern mit dem 1. Jan. 1900 ihre Kraft? Deutsche Juristen-Zeitung, Jahrgang 4 (1899), S. 109.